# 宮崎清隆
宮崎清隆（みやざき きよたか、1918年 - 2001年5月25日）は、日本の小説家、陸軍軍人。最終階級は陸軍憲兵曹長。

## 経歴
新潟県刈羽郡田尻村（現・柏崎市）生まれ。日本大学法学部、経済学部卒。柔道四段、剣道三段。日中戦争では陸軍憲兵曹長として、大陸で転戦し多くの戦傷を負う。戦後は戦争犯罪人として指名され「東洋の魔王」と呼ばれるが連合軍の追跡を逃れ中国を脱出し、6ヵ月の逃避行を行った。1951年日本独立に際し追及を解かれ、後にその体験などを著作としベストセラーとなった。鉄道弘済会本部会長室秘書課勤務。
また、三島由紀夫に惚れられて、15万円のスーツをプレゼントされることや唯一の弟子とも見られていた。2001年5月25日、腸閉塞のため死去。82歳没。

## 著書
- 『憲兵』富士書房 1952 東京ライフ社、1955
- 『続・憲兵』富士書房 1952
- 『軍法会議』富士書房 1953
- 『黒い声』東京ライフ社 東京選書 1955
- 『青春監獄 初年兵日記』東京ライフ社 東京選書 1955
- 『青春地獄 大陸・万年一等兵』東京ライフ社 東京選書 1955
- 『0番線から降りた女 第1部 (東京の罠)』東京ライフ社 東京選書 1956
- 『明日なき日月』東京ライフ社 東京選書 1956
- 『あれから10年』東京ライフ社 東京選書 1956
- 『野戦看護婦』東京ライフ社 東京選書 1956
- 『十代の顔役 「暴力教室」日本版』東京ライフ社 東京選書 1957
- 『0番線から降りた女 第2部 (東京無情)』東京ライフ社 東京選書 1958
- 『支那派遣軍かく戦えり 北支電撃作戦の巻』大光社 サン・ブックス 1966
- 『鎖と女と兵 初年兵時代』宮川書房 ミヤカワ・モルフォブックス 1967
- 『憲兵・軍法会議』宮川書房 ミヤカワ・モルフォブックス 1967